# 不屈法国
不屈法国（缩写为LFI或FI），又译法兰西不屈服党，是法国的一个民主社会主义政党，旨在实施生态社会主义计划“共同的未来”（法語：L'Avenir en commun）。官方标志由希腊字母φ表示。
2016年2月10日，法国左翼政治家让-吕克·梅朗雄为参加2017年法国总统选举而创建该党，以整合支持他竞选法国总统的选举资源。在成立之初，该党及其纲领得到一些左翼政党的支持，包括：左翼党、新社会主义左翼、一起！、法国共产党和法国共产主义复兴极点，此外亦吸引不少原社会党的支持者。

## 历史
不屈法国成立于2016年2月10日，基于传统政党和政治组织不再为民主服务，所以需要成立新的政治运动。该运动尤其受到西班牙政党我们能、2015年英国工党领袖杰里米-科尔宾的当选以及美国民主党2016年总统初选中伯尼-桑德斯参选的启发。
据组织者称，第一次会议于2016年6月5日在巴黎的斯大林格勒广场以游行的形式举行，人数约为1万人。第二次会议于2016年8月28日在图卢兹天文台的花园举行。
2016年10月15日至16日，里尔会议期间通过了L'Avenir en commun（“共同的未来”）计划，圣安德烈-列兹里尔有不到1000人参加。几位人士在大会上发表了讲话，包括前兴业银行交易员杰罗姆·科维尔、卢森堡税务泄漏者安托万·德尔图尔、政治专家保罗·阿里斯、马里前文化部长阿米娜塔·特拉奥雷和希腊议会前议长佐伊·康斯坦托普洛。
在这次大会上，该运动还为2017年6月的法国立法选举推荐了20名候选人，包括物理学家、法国国家科学研究中心（CNRS）研究主任、法国国家科学院发言人让-马里·布罗姆；卡胡扎克事件中的公共财政督察和检举人雷米·加尼尔；弗洛朗格安赛乐米塔尔钢铁厂CGT工会领袖莱昂内尔·伯里略；法国航空CGT联盟副秘书长梅赫迪·凯穆恩；女演员索菲·德拉罗什福科；玛丽·赫莱娜·布拉德，电影《谢谢老板！》中的工会主义者！；记者、法国SOS自闭症协会创始人奥利维亚·卡坦；以及工会成员、法国共产党（PCF）成员纳塔莉·塞古因。
2017年1月23日，该运动也成为一个政党，可以参加选举。
2017年4月23日，梅朗雄代表不屈法兰西参与法国总统选举，不屈法兰西首次选举就赢得19.58％的选票，排名第四。以1.7％的差距，未进入第二轮。
2017年5月，因与法共和欧洲生态绿党的谈判失败，在2017年法国立法选举前夕，该党结束了与法国共产党的合作。
2017年6月，不屈法国首次参加立法选举，第一轮赢得11.03%的选票，第二轮赢得4.86%的选票，赢得17席，排名第四。
2017年8月，不屈法国组织了第一所暑期大学（名为Les AmFIs，一个介于圆形剧场和France Insumise的首字母缩写FI之间的游戏），这是法国的一个传统时刻，校园向政治党派集会和活动人士、当选官员以及许多哲学和文化嘉宾之间的会议敞开大门。会议以马赛圣查尔斯大学为背景，由四天的辩论、会议和研讨会组成。该运动还就其未来进行了辩论。
2019年5月，不屈法国首次参加法国欧洲议会选举，赢得6.31％的选票，赢得6席，排名第五。
2019年7月，不屈法国年仅29岁的曼侬·奥布里当选欧洲联合左翼/北欧绿色左翼联合主席。
2022年4月10日，法国总统选举，在第一轮投票中，让-吕克·梅朗雄获得了770万张选票，在12名候选人中以21.95%的得票率排名第三，与埃马纽尔·马克龙的27.85%得票率相差6％，与玛丽娜·勒庞的23.15%得票率只相差1.2％。
2022年4月至5月，不屈法国开始与左翼其他党派进行谈判，共推议员候选人名单，以在6月立法选举中拿下法国国民议会多数席位，逼迫梅郎雄与马克龙左右共治。不屈法国现已与世代·s、欧洲生态绿党、法国共产党、社会党达成最终协议。民意调查显示，在不屈法国、社会党、欧洲生态绿党和法国共产党联合的情况下，左翼支持率将遥遥领先。
2022年5月1日，为应对2022年立法选举，与欧洲生态绿党达成最终协议的当天，就成立了生态和社会人民新联盟以整合左翼力量。

## 政策
该计划的起草工作由经济学家雅克·盖内·鲁克斯（Jacques Généreux）和律师夏洛特·吉拉德（Charlotte Girard）协调。它的灵感来源于2012年总统选举期间左翼阵线的方案L'Humain d'abord（“以人为本”），来自左翼党在其生态社会主义大会和“欧洲B计划”峰会期间开展的工作，以及来自该运动支持者的贡献，报告员们被要求综合这些贡献。
在里尔公约结束时，所有提案的综合形成了一个包含7条公理和357项措施的计划。它被90%以上的选民采纳。
该运动提出了在里尔会议期间获得批准的“十项象征性措施”，呼吁解决四大“紧急情况”：民主紧急情况、社会紧急情况、生态紧急情况和地缘政治紧急情况。这十项措施在互联网民意调查中以 77,038 票通过。这十项措施是：
- 成立制宪议会，其任务是起草第六共和国宪法，以接替现在的第五共和国。 该党的成员认为第五共和国是“总统君主制”，其中过多的权力集中在共和国总统办公室，人民无法控制其行动。 这一宪法程序还可以考虑其他形式的立法选举，例如比例代表制。 该党认为宪法（也包括制度）的变革是根本性的，该党认为选举投票率的下降，是法国人民对其第五共和国制度体系的排斥。

- 该党认为，废除 El Khomri 法（第二瓦尔斯政府于2016年通过的劳动改革法）颠覆了“有利的原则”从而没有充分保护工人，而终结了法国劳动法中的“规范等级”。

- 欧盟条约的“民主重建”，包括货币政策、共同农业政策和环境政策的改变。 如果做不到这一点，该计划设想了单方面退出欧洲条约的“B计划”，然后提出国家之间的进一步合作。

- 根据协会 négaWatt 和公共和跨部门环境与能源控制机构 (ADEME) 的研究之后，实施能源转型计划，以实现2050年实现100%可再生能源的目标。 这一过渡涉及关闭法国的核电站，该党批评它们对铀供应的依赖、缺乏安全性、放射性废物管理和财务成本的问题。

- 建立一条“绿色规则”，既不过渡开采资源，也不生产超出其自然承受能力的东西，该党将在制宪会议过程中提议将其纳入新宪法。

- 当民选代表违反竞选承诺或以其他方式违反标准时，有权通过罢免选举罢免代表。 该党还希望在制宪大会过程中提出这项措施。

- 通过防止商品化来保护空气、水、食品、生活、健康、能源等防止其商品化，以维护公众利益，并发展相应的公共服务。

- 投资银行和零售银行的分离旨在将投机活动与借贷和存款活动分离，以保护后者，并建立一个公共银行中心，为中小企业提供资金，并根据社会和生态标准执行信贷政策。

- 将每周35小时的最低工资从每月1149欧元提高到1326欧元（现更改为提高到税后1400欧元），并提高自2010年以来冻结的公务员工资。

- 退出《跨大西洋贸易及投资伙伴协议》和《加拿大-欧盟综合经济与贸易协定》等自由贸易协定。

### 其他
- 不屈法国承诺在执政后第一天起就对失业者进行补偿。

- 其他提议包括退出北大西洋公约组织（NATO）以避免法国卷入美国发动的战争，从而只能在联合国的框架内采取行动。[32]

- 加强每周35小时工作制并迈向32小时工作制； 将退休年龄降至60岁，并减少某些艰苦行业的工作年限。

- 引入中小企业10%和大公司5%的不稳定合同的最高配额，恢复巨富税，增加富人遗产税，并引入14等级所得税缴纳制度。

- 冻结基本生活用品的价格，确保免费公共教育：包括食堂、交通、课外活动、课本和用品。

#### 自由生活和公民
第五共和国迎来了它终结的一天。 在大多数选举中，弃权已成为多数。 没有人民的民主不再是完整的民主。 由总统君主制领导的一小部分特权阶层扰乱了国家。 这个系统让法国人互相对抗。 它消灭了人民，并支持日益明显的威权主义思潮。 今天的法国不再有1958年的面貌。与这个新法国相对应的是一个新共和国。 这将是人民通过自己书写游戏规则和新宪法来重塑自己。
- 消灭寡头，废除“种姓”特权，专为最富有的人服务的“种姓”特权会腐蚀国家。不屈法国要废除这种不公正的制度，回望人人平等的基本原则，组织国家和金融的分离。[35]

- 媒体中的公民革命，信息必须是自由和多元的；这是我们将保证民主的要求。金钱和垄断不能主宰信息世界。公民革命也是关于我们切实获得信息的权利：媒体的政治结盟和服从于金融破坏了多元化和言论自由。[36]

- 以人民的名义伸张正义，在共和国，是以人民的名义伸张正义。 但是，正义现已经无法履行其使命，他被历届政府抛弃了。他的压力越来越大，也存在有危险。 需要人力和财力资源来确保在合理的时间范围内让正义得到保障。

#### 适应大自然系统
金融资本主义耗尽了人类和生态系统。建立一个与自然和谐相处的社会意味着要打破这种制度。Covid-19大流行病显示了不惜一切代价争夺利润和全球大迁移的危害性。我们的社会正面临着一个现实：气候变化已经开始，而且是不可逆转的。现在的问题是既要减缓它以保证人类社会的生存，又要适应这种新的气候状况。我们的措施将是重新规划，因为市场和竞争已经表明他们没有能力应对这些挑战。
- 通过民主和公共服务实现人人平等，从农村地区到被遗弃的小城镇，大都市在富人和穷人之间的斗争中分裂：黄背心运动正是从这种不平等的过程中产生的。让我们恢复国家组织的秩序和正义。公共服务将是这一进程的支柱。保护和重建公共交通和公共服务网络，特别是在农村地区、居民区和海外，以确保任何住宅区和基本公共服务（学校、火车站、医院、邮局）之间最大距离时间为（15至30分钟，乘汽车或公共交通）。[38]

### 对其他党派的态度
不屈法国坚持要按照民主社会主义、生态社会主义和另类全球化的政策来重建法国。他反对埃马纽埃尔·马克龙政府的新自由主义政策，批评社会党的政策是倾向资本主义的，同时反对玛丽娜·勒庞和共和党的右翼民族主义和右翼民粹主义。

#### 左翼党
让-吕克·梅朗雄是该党的成员和创始人，该党自成立以来就一直为不屈法国做出了贡献。许多代表和不屈法国行政部门的成员都来自于该党。

## 主要选举记录

### 總統選舉
| 选举年 | 总统候选人     | 第一轮    | 第一轮 | 第一轮 | 第一轮 | 第二轮       | 第二轮       | 第二轮       | 第二轮       |
| 选举年 | 总统候选人     | 票数      | %      |        | 排名   | 票数         | %            |              | 排名         |
| ------ | -------------- | --------- | ------ | ------ | ------ | ------------ | ------------ | ------------ | ------------ |
| 2017   | 让-吕克·梅朗雄 | 7,059,951 | 19.58  |        | 4      | 未進入第二輪 | 未進入第二輪 | 未進入第二輪 | 未進入第二輪 |
| 2022   | 让-吕克·梅朗雄 | 7,714,949 | 21.95  |        | 3      | 未進入第二輪 | 未進入第二輪 | 未進入第二輪 | 未進入第二輪 |

### 立法选举
| 选举年 | 第一轮    | 第一轮 | 第二轮  | 第二轮 | 议席     | +/−  | 排名 (议席) | 政党联盟             |
| 选举年 | 票数      | %      | 票数    | %      | 议席     | +/−  | 排名 (议席) | 政党联盟             |
| ------ | --------- | ------ | ------- | ------ | -------- | ---- | ----------- | -------------------- |
| 2017   | 2,497,622 | 11.03  | 883,573 | 4.9%   | 17 / 577 | ▲ 17 | 第四名      | 无                   |
| 2022   | 3,142,354 | 13.82  |         |        | 69 / 577 | ▲ 55 | 第三名      | 生态和社会人民新联盟 |
| 2024   |           |        |         |        | 75 / 577 | ▲ 6  | 第三名      | 新人民阵线           |